# Садова айстра китайська
Садова айстра китайська, калістефус китайський (Callistephus chinensis) — вид рослин з родини айстрових (Asteraceae), родом з Китаю; натуралізований у Європі.

## Опис
Багаторічна трав'яниста рослина 10–60 см заввишки. Листки чергові, цілісні. Кошики одиночні на верхівці стебла і гілок, великі (до 8–10 см в діаметрі). Загальне квітколоже голе, ямчате. Всі квітки в кошику плодючі; крайові — язичкові, маточкові, білі, червоні, сині, фіолетові; серединні — трубчасті, двостатеві, жовті іноді язичкові квітки займають весь кошик (махрові квітки). Сім'янки строкато пурпурові, з віком сіруваті, 3–3.5 мм.

## Поширення
Батьківщина — Китай; натуралізований: Швейцарія, Білорусь, Молдова, Україна, Хорватія, Франція; інтродукований у Європі, на Кавказі в Середній Азії, Японії; також культивується.
В Україні вид зростає на всій території; декоративна.